# 明治神宮野球大会 高校の部 (大阪府勢)
明治神宮野球大会高校の部における大阪府勢の成績について記す。

## 大会結果
| 年度（大会）         | 代表校                    | 試合結果 | 試合結果              | 備考        |
| -------------------- | ------------------------- | -------- | --------------------- | ----------- |
| 1991年（第22回大会） | 桜宮（初出場）            | 1回戦    | ● 2 - 4 仙台育英      |             |
| 1996年（第27回大会） | 上宮（初出場）            | 1回戦    | ○ 7 - 4 東海大菅生    |             |
| 1996年（第27回大会） | 上宮（初出場）            | 準決勝   | ○ 12 - 1 佐久長聖     |             |
| 1996年（第27回大会） | 上宮（初出場）            | 決勝     | ○ 8 - 7 春日部共栄    |             |
| 1998年（第29回大会） | PL学園（初出場）          | 1回戦    | ○ 12 - 6 市川         |             |
| 1998年（第29回大会） | PL学園（初出場）          | 準決勝   | ● 5 - 15 日大三       |             |
| 2003年（第34回大会） | 大阪桐蔭（初出場）        | 2回戦    | ○ 9 - 2 土浦湖北      | 8回コールド |
| 2003年（第34回大会） | 大阪桐蔭（初出場）        | 準決勝   | ○ 36 - 5 鵡川         |             |
| 2003年（第34回大会） | 大阪桐蔭（初出場）        | 決勝     | ● 4 - 6 愛工大名電    | 延長10回    |
| 2005年（第36回大会） | 履正社（初出場）          | 1回戦    | ○ 8 - 4 成田          |             |
| 2005年（第36回大会） | 履正社（初出場）          | 2回戦    | ○ 7 - 3 小松島        |             |
| 2005年（第36回大会） | 履正社（初出場）          | 準決勝   | ● 2 - 4 関西          |             |
| 2015年（第46回大会） | 大阪桐蔭（12年ぶり2回目） | 2回戦    | ○ 5 - 2 木更津総合    |             |
| 2015年（第46回大会） | 大阪桐蔭（12年ぶり2回目） | 準決勝   | ● 6 - 7 高松商        |             |
| 2016年（第47回大会） | 履正社（11年ぶり2回目）   | 1回戦    | ○ 5 - 1 仙台育英      |             |
| 2016年（第47回大会） | 履正社（11年ぶり2回目）   | 2回戦    | ○ 4 - 3 福井工大福井  |             |
| 2016年（第47回大会） | 履正社（11年ぶり2回目）   | 準決勝   | ○ 7 - 2 札幌第一      |             |
| 2016年（第47回大会） | 履正社（11年ぶり2回目）   | 決勝     | ○ 11 - 6 早稲田実     |             |
| 2017年（第48回大会） | 大阪桐蔭（2年ぶり3回目）  | 2回戦    | ○ 4 - 2 駒大苫小牧    |             |
| 2017年（第48回大会） | 大阪桐蔭（2年ぶり3回目）  | 準決勝   | ● 4 - 7 創成館        |             |
| 2021年（第52回大会） | 大阪桐蔭（4年ぶり4回目）  | 2回戦    | ○ 8 - 4 敦賀気比      |             |
| 2021年（第52回大会） | 大阪桐蔭（4年ぶり4回目）  | 準決勝   | ○ 9 - 2 九州国際大付  | 7回コールド |
| 2021年（第52回大会） | 大阪桐蔭（4年ぶり4回目）  | 決勝     | ○ 11 - 7 広陵         |             |
| 2022年（第53回大会） | 大阪桐蔭（2年連続5回目）  | 1回戦    | ○ 9 - 1 東邦          |             |
| 2022年（第53回大会） | 大阪桐蔭（2年連続5回目）  | 2回戦    | ○ 12 - 2 クラーク国際 | 6回コールド |
| 2022年（第53回大会） | 大阪桐蔭（2年連続5回目）  | 準決勝   | ○ 5 - 4 仙台育英      |             |
| 2022年（第53回大会） | 大阪桐蔭（2年連続5回目）  | 決勝     | ○ 6 - 5 広陵          |             |
| 2023年（第54回大会） | 大阪桐蔭（3年連続6回目）  | 2回戦    | ● 5 - 9 関東第一      |             |